# Ford Cosworth GBA
Il Ford Cosworth GBA (noto anche Ford Cosworth TEC) è un motore endotermico alternativo sovralimentato a ciclo Otto da competizione.
Il GBA faceva parte del programma motori turbo di Formula 1 della Cosworth, e venne realizzato in tempi relativamente brevi, come altrettanto breve fu la sua carriera che durò appena due anni (dal 1986 al 1987).

## Contesto
La Cosworth per decenni aveva quasi vissuto di rendita utilizzando il Ford Cosworth DFV, il quale era un motore aspirato, ma con l'avvento in Formula 1 della Renault che nel 1977 aveva esordito con un motore turbo, tutti i costruttori furono costretti ad adeguarsi a questa tecnologia per poter utilizzare motori sufficientemente potenti.
Tuttavia la Cosworth non ritenne necessario convertirsi immediatamente alla nuova moda dato che fino al 1982 la Renault pur imponendosi in diverse gare, non riuscì a conquistare ne il mondiale piloti ne quello costruttori, e la Ferrari che nel 1981 cominciava a sperimentare il turbo aveva ancora grossi problemi di messa a punto.
I motori turbo soffrivano molto nelle piste tortuose e nei tratti curvilinei, in quanto affetti da un ritardo di risposta dovuto all'inerzia delle giranti delle turbine (turbo lag), ma anche di surriscaldamenti e frequenti rotture poiché per regolamento non potevano avere una cilindrata superiore ai 1500 cm³, mentre quella degli aspirati era di 3000 cm³.
Non va poi dimenticato il fatto che i motori turbo consumavano molto più combustibile dei motori aspirati.
Dal 1977 (anno di esordio dei motori turbo) al 1982 il Cosworth DFV vinse quattro mondiali piloti e tre costruttori, mentre le vetture sovralimentate riuscivano ad imporsi solo in singoli eventi, infatti gli altri titoli vennero vinti dalla Ferrari che fino all'81 usava motori aspirati.
Ma nel 1982 proprio la Ferrari vinse il mondiale costruttori coi motori turbo ed avrebbe agevolmente ottenuto anche il titolo piloti se non fosse deceduto Gilles Villeneuve nell'incidente delle prove del Gran Premio del Belgio, e Didier Pironi non avesse subito un terribile incidente in quello di Germania.
Il mondiale piloti andò a Keke Rosberg che guidava la Williams FW08 motorizzata Ford Cosworth, ma vinse solo un Gran Premio.
Era ormai chiaro che la maggior coppia e potenza massima dei motori turbo avrebbe fatto la differenza, infatti quell'anno esordì anche la BMW con un motore sovralimentato molto promettente e l'Alfa Romeo abbandonò i suoi dodici cilindri per un nuovo V8 biturbo.
Nonostante ciò nel 1983 la Cosworth iniziò la stagione fornendo le sue scuderie col DFV, e durante le prime gare ottenne ottimi risultati poiché in Brasile Rosberg partì in pole position e si piazzò secondo in gara seguito dalla McLaren (sempre con motore DFV) di Lauda e l'altra Williams pilotata da Laffite, anche se poi il finlandese venne squalificato.
Anche nella gara seguente, negli Stati Uniti le Williams furono competitive partendo terza e quarta ma Laffite arrivò quarto doppiato di un giro, mentre Rosberg uscì di pista quando si apprestava a superare la Ferrari Tambay per la prima posizione.
Tuttavia le McLaren erano partite in 22ª e 23ª posizione ma con una serie impressionante di sorpassi chiusero la corsa a stelle e strisce con una doppietta.
A quel punto però ci si rese conto (anche per via delle lamentele dei piloti), che i motori turbo erano decisamente troppo potenti per poter essere rivaleggiati e se non fosse stato per una serie di situazioni fortuite e della bontà dei telai Williams e McLaren (che comunque erano nella fase finale dello sviluppo), in quelle gare avrebbero potuto fare ben poco coi motori aspirati.
Ma la Cosworth ormai aveva esitato troppo per progettare un nuovo motore turbo, e venne valutato poco conveniente convertire il DFV che era un otto cilindri, contro i sei degli avversari o addirittura i quattro della BMW.
Infatti il solo V8 turbo era quello Alfa Romeo, ma risultava troppo pesante, ingombrante ed esoso nei consumi.
A quel punto la Cosworth decise di fornire alle sole Williams e Mclaren il nuovo DFY progettato da Mario Illien, che comunque era una profonda rivisitazione del DFV.
Il DFY era circa 15 chili più leggero, consumava meno ed offriva una ventina di cavalli in più rispetto al DFV, ma soprattutto era capace di una curva di coppia molto ampia e più elevata, la quale era la caratteristica vincente dei turbo.
Però rispetto a questi denunciava un centinaio di cavalli in meno.
Col DFY le scuderie inglesi non ottennero risultati particolarmente eclatanti, salvo la vittoria di Rosberg a Montecarlo, e due gare dopo quella di Alboreto alla guida della Tyrrell (a cui venne esteso l'utilizzo del nuovo motore) a Detroit.
Questa fu anche l'ultima vittoria del DFV e suoi derivati nei Gran Premi di Formula 1, e le performance delle vetture con motori Cosworth erano sempre più improponibili rispetto ai turbo, tanto che McLaren e Williams preferirono a stagione in corso siglare dei contratti con Porsche e Honda per la fornitura di motori turbo esordienti, mentre la Lotus concluse le trattative con la Renault per montare i propulsori francesi.
A quel punto la Cosworth prese la decisione di iniziare a studiare un propulsore turbo, che sarebbe poi diventato il GBA.

## Progetto
Il DFY venne progettato da Mario Illien, che nel frattempo assieme all'altro ingegnere della Cosworth Paul Morgan, fondò la Ilmor (un nuovo costruttore di motori).
Avendo perso il suo responsabile, Keith Duckworth (fondatore della Cosworth assieme a Mike Costin) decise di tornare a progettare motori per il mondiale di Formula 1.
Questa volta rispetto al DFV il progetto era molto più complesso.
Il DFV aveva fatto della leggerezza e semplicità il suo cavallo di battaglia, quindi Duckworth pensò di costruire un motore di base semplice, ispirandosi al quattro cilindri BMW.
Tuttavia non partì da un foglio bianco, in quanto aveva in casa diversi blocchi di motori quattro cilindri in linea (anche il DFV derivava dal quattro cilindri FVA della Ford Cortina), quindi scelse come base la versione più spinta del motore Cosworth BD che aveva un monoblocco quattro cilindri in linea in lega d'alluminio.
Una volta definite le quote per ottenere i 1500 cm³ imposti dal regolamento, a questo motore (che differentemente dal DFV aveva il comando di distribuzione a cinghia sincrona anziché a cascata di ingranaggi), vennero abbinati due compressori.
Questa soluzione era solitamente usata per i motori a V, in modo che ogni compressore alimentasse una bancata, infatti sui motori Hart e BMW (che come detto erano dei quattro cilindri in linea), era presente una sola turbina.
Ma la necessità della Cosworth di ottenere un motore sufficientemente potente in tempi brevi, impose a Duckworth di trovare un compromesso tra un motore semplice e soluzioni estreme.
Va comunque sottolineato che il prototipo utilizzava un solo turbocompressore messo in rotazione dai gas di scarico, mentre con una trasmissione a variazione continua del rapporto attuata dal motore, veniva fornita potenza ad un compressore Roots.
Con questa soluzione ed una pressione di sovralimentazione tarata leggermente sopra i 5 bar, Duckworth intendeva raggiungere 650 cavalli di potenza massima, più o meno in linea coi turbo dell'83, ma abbinando compressore volumetrico e turbocompressore intendeva eliminare il turbo lag, e avere un'ottima coppia non solo dai regimi medi in su ma anche sotto i 6000 giri/min.
Curiosamente nello stesso periodo l'Abarth e la Lancia stavano sviluppando un progetto parallelo simile per il mondiale rally, quella che poi diverrà la Delta S4.
Tuttavia mentre l'S4 risulterà battuta da decisioni politiche, la bontà del progetto di Duckworth si rivelerà fallimentare.
Infatti nel frattempo vennero eseguite diverse modifiche, soprattutto alla testata che venne completamente ridisegnata, così come venne adottata l'iniezione elettronica (fu il primo caso di un motore di Formula 1 Cosworth a gestione elettronica), ma senza risultati soddisfacenti perché i motori turbo già esistenti continuavano ad incrementare le proprie performance e i risultati delle prove al banco del nuovo Cosworth, non erano adeguate rispetto alla potenza di cui erano capaci i rivali.
Questo era possibile perché nell'85 la Federazione ammetteva di miscelare la benzina col toluene all'80%.
Il toluene è capace di incrementare notevolmente il numero di ottano della benzina, rendendola molto più stabile alle elevate temperature della camera di combustione perciò la qualità di questa crebbe enormemente ed i motori turbo in avanzata fase di sviluppo arrivarono ad erogare oltre 800 cavalli in gara.
La continua esasperazione del progetto della Cosworth non consentì di superare i 650 cavalli a 11000 giri/min con 3 bar come pressione di sovralimentazione.
Quando il motore raggiungeva questi parametri di funzionamento, le sollecitazioni di fatica portavano a deformazioni plastiche di flessione dell'albero.
Duckworth riprogettò nuovamente il volano per ridurre le velocità critiche flessionali e torsionali, e conseguentemente dovette rivedere anche il meccanismo della frizione, ma i risultati non cambiarono di molto.
A quel punto però bisognava trovare una soluzione in tempi quanto più brevi possibili.
Nell'85 la Tyrrell rescisse il contratto di fornitura del DFY per utilizzare i motori turbo Renault, mentre la Minardi una scuderia esordiente con pochi fondi e che schierava solo una vettura in griglia di partenza, cominciò l'annata col vetusto DFV per poi passare alla versione turbo del Motori-Moderni progettato dall'Ing.Chiti.
Ormai non erano più presenti motori Ford Cosworth in Formula 1, e la FIA decise di bandire gli aspirati per il 1986.
Duckworth fece presente la situazione ai vertici Ford e la Cosworth ottenne finanziamenti molto ricchi dalla casa madre per progettare un motore completamente nuovo da schierare nel 1986.
Inizialmente Duckworth costituì una task force di ingegneri formata da lui stesso, il socio Mike Costin e Geoff Goddard (che aveva preso il posto di Illien), ma di lì a breve il responsabile tecnico divenne Goddard in quanto i due fondatori cominciarono ad intraprendere trattative con la Carlton Communications a cui la United Engineering Industries (proprietaria della Cosworth dal 1980 dopo la cessione di Duckworth e Costin) voleva venderla.
Goddard optò per un motore a V con due turbine Garrett, con bancate realizzate in un unico pezzo in lega leggera d'allumino, ed un angolo di 120° così da avere un centro di gravità bassissimo.
Questa architettura era adottata anche dai motori Ferrari ed Honda.
Ovviamente era un motore a sei cilindri, perché risultò la soluzione ideale in quanto un quattro cilindri in linea era più lungo ed alto, mentre l'otto cilindri era più lungo e pesante.
Inoltre con un V6 a 120° era possibile utilizzare un albero motore con sole tre manovelle ed alloggiare due bielle in ognuna di esse, tuttavia in questa maniera si hanno tre coppie di cilindri, quindi due coppie bilanciano i momenti e le forze d'inerzia l'un l'altra ma una coppia rimane sbilanciata, perciò Goddard cercò di risolvere il problema sfalsando di 120° le manovelle dell'albero a gomiti.
I cappelli di banco erano fissati con dadi sui prigionieri ricavati nel monoblocco, tuttavia l'accoppiamento avveniva per interferenza con lo stesso.
Un'altra caratteristica di questo motore è il fatto di non essere munito di una vera e propria guarnizione della testata, infatti ogni cilindro presenta un recesso sul quale è montata una guarnizione circolare il cui scopo è sigillare la camera di combustione per evitare eventuali cali di pressione all'interno della stessa.
Essendo molto compatto e con un numero di cilindri elevato per un 1500 cm³, i condotti dell'acqua non avevano molto spazio quindi si trovavano all'esterno del monoblocco, nella parte frontale e posteriore del motore stesso e venivano sigillati in modo analogo ai cilindri.
Rispetto ai motori della concorrenza o ai vecchi aspirati, le testate sono molto compatte.
Per ottenere questo risultato l'alloggiamento delle viti delle testate è stato disegnato molto inclinato.
Lo scopo principale era quello di sottrarre meno spazio possibile agli alberi a camme, così da non far sporgere eccessivamente le teste, ma anche tenere gli stessi alberi allineati il più possibile alle punterie.
Allo stesso tempo la forza generata dalle viti inclinate tra monoblocco e testata, permette un serraggio con una coppia inferiore ed incrementa la rigidezza tra le due parti evitando eventuali sfiati tra testa e monoblocco, ossia il punto dove la pressione dei gas raggiunge il suo apice.
I collettori di aspirazione erano collocati all'interno delle bancate, seguendo la soluzione scelta da tutti gli altri costruttori, anche se sui primi modelli dei motori Ferrari i colletori di aspirazione e scarico erano invertiti, ma questo causava un surriscaldamento eccessivo delle turbine portandole alla rottura quindi in Cosworth decisero di seguire la via meno pericolosa a fronte di ingombri superiori.
Come le ultime versioni dei motori Ferrari, i collettori di aspirazione avevano anche misure molto generose e questo è stato possibile grazie allo spazio risparmiato sulle dimensioni delle testate.
Il sistema di alimentazione era molto interessante, infatti consisteva di sei elettroiniettori Bosch ossia due per cilindro, a valle dei collettori di aspirazione ma montati rovesciati rispetto a questi, infatti i rail del carburante erano all'interno delle bancate dunque più in basso rispetto ai collettori di aspirazione.
Immediatamente sopra i rail, era alloggiata la centralina elettronica Magneti Marelli di gestione del motore.
Questo creava qualche problema di surriscaldamento ma permetteva di accorciare quanto più possibile i cablaggi dei vari sensori.
I prototipi cominciarono a girare al banco durante la prima metà del 1985, e dall'agosto dello stesso anno vennero testati sui telai THL2 che la Lola aveva progettato per il Team Beatrice Haas.
Durante questi collaudi emersero dei problemi di tenuta tra monoblocco e testate, probabilmente per via del particolare sistema della guarnizione di testa e della configurazione delle viti della testa stessa.
Tuttavia si riuscì ad ottenere una potenza massima 1200 cavalli, ma in via precauzionale fu necessario non superare mai la soglia dei 1000 cavalli (in qualifica, poiché in gara era preferibile non eccedere gli 850).
Ad ogni modo per risolvere questi problemi di gioventù, non fu possibile far esordire il motore in tempo per l'inizio del mondiale '86 ma venne adoperato solo dalla terza gara in poi.

## Risultati
Inizialmente il GBA venne fornito in esclusiva al solo Team Beatrice Haas, che aveva commissionato alla Lola una nuova scocca creata apposta per questo motore, la Lola THL2.
Ma come detto la squadra americana dovette cominciare l'annata '86 coi telai THL1 dell'anno prima, perché il motore non era ancora affidabile.
Quindi corse le prime due gare col vecchio telaio e il motore 415T della Hart.
Dalla terza gara, ossia il Gran Premio di San Marino, Alan Jones poté utilizzare la nuova scocca col turbo Ford, mentre Cheever continuò con la vecchia soluzione, per abbandonarla definitivamente il Gran Premio seguente.
Nell'arco della stagione il motore non riuscì mai ad essere abbastanza potente, in quanto in gara faticava ad arrivare ad 850 cavalli contro i circa 900 dei propulsori Honda e Renault usati da Williams e Lotus, mentre i motori Ferrari arrivavano in scioltezza ad 850 e oltre.
Tuttavia in qualifica la situazione era anche peggiore, in quanto in gara per preservare l'integrità del GBA veniva richiesto ai piloti di non andare oltre i 3 bar di sovralimentazione quando le altre case potevano permettersi di spingersi fino a 3.6.
Ma in qualifica (poiché quell'anno la pressione di sovralimentazione era libera) si poteva arrivare anche a 5.5 bar.
Con pressioni di sovralimentazione così alte i motori della Lotus eccedevano i 1200 cavalli, mentre addirittura il BMW M12/13 a soli quattro cilindri utilizzato sulle Benetton sfondò quota 1300 cavalli durante le prove di qualifica del Gran Premio di Monza, per stessa ammissione del progettista Paul Rosche.
In quelle condizioni il GBA sarebbe durato veramente poco, perciò piuttosto che rompere i motori, al Team Beatrice preferirono non andare oltre i 4, 4.5 bar di sovralimentazione sfruttando al massimo 1000 cavalli.
L'annata non fu certo positiva, ma costellata di performance precarie e diversi ritiri.
C'è da dire che il telaio non era dei migliori e questo pregiudicò la riuscita del progetto, infatti il Team Beatrice si ritirò alla fine dell'86.
Nel 1987 la FIA decise di reintrodurre i motori aspirati assieme ai turbo, ed eliminare questi ultimi nel 1989.
Questa scelta dipese delle prestazioni sempre maggiori e difficili da gestire dei motori sovralimentati, che ormai erano troppo pericolosi, ma anche costosi da sviluppare.
La Cosworth scelse di continuare l'evoluzione del GBA nel 1987, e parallelamente progettò il nuovo DFZ aspirato da 3500 cm³, che potrebbe essere considerata la versione da 3500 cm³ del DFV.
Il GBA venne fornito in esclusiva alla Benetton, in quanto era la scuderia migliore tra quelle motorizzate Ford, mentre alle altre venne fornito il DFZ che era anche l'unico motore aspirato che prese parte a quel campionato.
Nel 1987 vennero risolti in parte i problemi di affidabilità, e vi fu un significativo miglioramento delle performance dovuto in parte alle scocche B187 progettate da Rory Byrne, in parte alla limitazione della pressione di sovralimentazione in qualifica a 4 bar per decisione della FIA.
Le vetture affidate a Teo Fabi e Thierry Boutsen, conquistarono complessivamente 28 punti, permettendo al team italo-britannico di migliorare la sua posizione in classifica, dato che passo dal 6° a 5º posto nel mondiale costruttori rispetto all'86.
Inoltre i due ottennero diversi piazzamenti a punti ed entro i primi cinque, con Fabi che realizzò il giro più veloce nel Gran Premio di San Marino e conquistò il podio col terzo posto nel Gran Premio d'Austria, mentre Boutsen ottenne il terzo posto e quindi il podio del Gran Premio d'Australia.
Nel 1988 la Federazione permise di utilizzare per l'ultima volta i motori turbo, a patto che la pressione massima di sovralimentazione non superasse i 2.5 bar e le vetture non eccedessero i 150 litri di combustibile anziché i 195 dell'anno prima.
A quel punto la Cosworth (che non aveva mai creduto alla strada del turbo) decise di ritirare il GBA dalle competizioni e si presentò al mondiale con il nuovo DFR (esclusiva Bennetton) mentre alle scuderie venne fornito il DFZ.
La scelta dipese anche dal fatto che la Judd esordì con nuovi motori aspirati rubando alla Cosworth fette di mercato, così come si vociferava del progetto di un nuovo aspirato Renault che avrebbe esordito l'anno seguente.
Probabilmente la Cosworth fece un grosso errore di valutazione in quanto il campionato fu cannibalizzato dalle McLaren-Honda con motore turbo, seguite dalle Ferrari (sempre turbo).
Subito dopo si piazzò la Benetton col DFR aspirato ma se Lotus e Arrows (coi turbo Honda e Megatron) avessero azzeccato il progetto dei telai, la squadra motorizzata Ford avrebbe ottenuto un altro quinto posto.
In realtà il GBA aveva raggiunto dei livelli soddisfacenti e con le norme dell'88 non avrebbe avuto problemi a rivaleggiare coi motori Honda in termini di potenza e consumi.
Va notato che il GBA è stato sviluppato in soli due anni raggiungendo in tempi brevi, potenze medie paragonabili agli altri motori che però nello stesso periodo erano alla fine dello sviluppo.
Se la Cosworth avesse intrapreso prima la strada del turbo sarebbe stata capace di continuare a vincere i campionati, anche perché motori come quello Alfa erano stati sviluppati per sei anni senza risultati apprezzabili, lo Zakspeed e il Motori-Moderni godevano di tre anni di sviluppo e fecero la stessa fine.